# Primera División 1968/69
Die Primera División 1968/69 war die 38. Spielzeit der höchsten spanischen Fußballliga. Sie startete am 14. September 1968 und endete am 20. April 1969.

## Vor der Saison
- Als Titelverteidiger ging der 13-fache Meister Real Madrid ins Rennen. Letztjähriger Vizemeister wurde der CF Barcelona.
- Aufgestiegen aus der Segunda División sind Deportivo La Coruña und FC Granada.

## Vereine
| Verein              | Stadt         | Stadion                      |
| ------------------- | ------------- | ---------------------------- |
| CF Barcelona        | Barcelona     | Camp Nou                     |
| Español Barcelona   | Barcelona     | Estadi Sarrià                |
| Atlético Bilbao     | Bilbao        | Estadio San Mamés            |
| FC Córdoba          | Córdoba       | Estadio Arcángel             |
| FC Elche            | Elche         | Camp de Altabix              |
| FC Granada          | Granada       | Estadio des Los Cármenes     |
| Deportivo La Coruña | La Coruña     | Estadio Riazor               |
| UD Las Palmas       | Las Palmas    | Estadio Insular              |
| Real Madrid         | Madrid        | Estadio Santiago Bernabéu    |
| Atlético Madrid     | Madrid        | Estadio Manzanares           |
| CD Málaga           | Málaga        | Estadio La Rosaleda          |
| FC Pontevedra       | Pontevedra    | Estadio Municipal de Pasarón |
| CE Sabadell         | Sabadell      | Nova Creu Alta               |
| Real Sociedad       | San Sebastián | Estadio de Atotxa            |
| Real Saragossa      | Saragossa     | La Romareda                  |
| FC Valencia         | Valencia      | Estadio Mestalla             |

## Abschlusstabelle
| Pl. | Verein                  | Sp. | S  | U  | N  | Tore    | Diff. | Punkte |
| --- | ----------------------- | --- | -- | -- | -- | ------- | ----- | ------ |
| 1.  | Real Madrid (M)         | 30  | 18 | 11 | 1  | 046:210 | +25   | 47:13  |
| 2.  | UD Las Palmas           | 30  | 15 | 8  | 7  | 045:340 | +11   | 38:22  |
| 3.  | CF Barcelona (P)        | 30  | 13 | 10 | 7  | 040:180 | +22   | 36:24  |
| 4.  | CE Sabadell             | 30  | 10 | 12 | 8  | 033:340 | −1    | 32:28  |
| 5.  | FC Valencia             | 30  | 10 | 11 | 9  | 036:390 | −3    | 31:29  |
| 6.  | Atlético Madrid         | 30  | 10 | 10 | 10 | 040:370 | +3    | 30:30  |
| 7.  | Real Sociedad           | 30  | 10 | 9  | 11 | 036:330 | +3    | 29:31  |
| 8.  | FC Granada (N)          | 30  | 11 | 7  | 12 | 026:380 | −12   | 29:31  |
| 9.  | FC Elche                | 30  | 7  | 15 | 8  | 025:230 | +2    | 29:31  |
| 10. | Deportivo La Coruña (N) | 30  | 11 | 6  | 13 | 039:440 | −5    | 28:32  |
| 11. | Atlético Bilbao         | 30  | 10 | 8  | 12 | 042:460 | −4    | 28:32  |
| 12. | FC Pontevedra           | 30  | 7  | 13 | 10 | 020:230 | −3    | 27:33  |
| 13. | Real Saragossa          | 30  | 8  | 10 | 12 | 036:360 | ±0    | 26:34  |
| 14. | CD Málaga               | 30  | 9  | 7  | 14 | 037:420 | −5    | 25:35  |
| 15. | Español Barcelona       | 30  | 8  | 8  | 14 | 029:360 | −7    | 24:36  |
| 16. | FC Córdoba              | 30  | 5  | 11 | 14 | 035:570 | −22   | 21:39  |

Platzierungskriterien: 1. Punkte – 2. Direkter Vergleich (Punkte, Tordifferenz, geschossene Tore) – 3. Tordifferenz – 4. geschossene Tore

| (M) | amtierender Meister              |
| (P) | amtierender Pokalsieger          |
| (N) | Neuaufsteiger der letzten Saison |

## Kreuztabelle
| 1968/69             | Real Madrid | UD Las Palmas | CF Barcelona | CE Sabadell | FC Valencia | Atlético Madrid | Real Sociedad | FC Granada | FC Elche | Deportivo La Coruña | Atlético Bilbao | FC Pontevedra | Real Saragossa | CD Málaga | Español Barcelona | FC Córdoba |
| ------------------- | ----------- | ------------- | ------------ | ----------- | ----------- | --------------- | ------------- | ---------- | -------- | ------------------- | --------------- | ------------- | -------------- | --------- | ----------------- | ---------- |
| Real Madrid         |             | 2:0           | 2:1          | 5:3         | 0:0         | 0:0             | 2:1           | 2:1        | 1:1      | 2:1                 | 2:1             | 2:2           | 2:0            | 2:0       | 3:1               | 2:0        |
| UD Las Palmas       | 0:1         |               | 0:0          | 3:1         | 2:1         | 2:1             | 4:0           | 1:0        | 1:1      | 2:1                 | 1:1             | 1:0           | 2:1            | 3:1       | 1:0               | 4:0        |
| CF Barcelona        | 1:1         | 1:2           |              | 2:0         | 1:1         | 4:1             | 0:0           | 4:0        | 1:1      | 4:1                 | 0:1             | 1:0           | 4:0            | 1:0       | 1:0               | 4:0        |
| CE Sabadell         | 0:0         | 1:1           | 0:0          |             | 2:1         | 0:1             | 1:0           | 2:1        | 3:0      | 0:0                 | 1:1             | 1:1           | 1:0            | 2:1       | 1:0               | 4:0        |
| FC Valencia         | 0:1         | 2:2           | 0:0          | 0:0         |             | 2:1             | 2:1           | 4:1        | 1:0      | 2:1                 | 5:1             | 2:0           | 0:0            | 0:0       | 2:2               | 2:2        |
| Atlético Madrid     | 0:1         | 1:1           | 0:1          | 2:2         | 2:2         |                 | 1:0           | 1:0        | 0:0      | 5:1                 | 4:4             | 1:0           | 1:0            | 4:1       | 1:0               | 1:2        |
| Real Sociedad       | 0:2         | 1:0           | 2:1          | 1:1         | 4:0         | 2:2             |               | 5:1        | 1:0      | 1:3                 | 2:0             | 0:0           | 2:1            | 1:0       | 2:1               | 5:1        |
| FC Granada          | 0:0         | 2:2           | 1:0          | 0:1         | 3:0         | 2:0             | 0:0           |            | 1:0      | 1:0                 | 1:0             | 0:0           | 1:0            | 2:0       | 1:0               | 3:0        |
| FC Elche            | 1:0         | 0:0           | 1:2          | 3:0         | 0:0         | 2:2             | 0:0           | 0:1        |          | 2:0                 | 1:1             | 0:0           | 0:0            | 0:0       | 1:0               | 4:1        |
| Deportivo La Coruña | 2:4         | 2:0           | 1:0          | 1:1         | 1:2         | 3:1             | 1:1           | 4:0        | 4:2      |                     | 1:0             | 2:0           | 0:1            | 2:0       | 1:1               | 1:0        |
| Atlético Bilbao     | 0:1         | 2:1           | 1:1          | 2:1         | 1:2         | 0:2             | 3:1           | 4:2        | 1:1      | 2:3                 |                 | 2:2           | 3:0            | 4:3       | 1:0               | 3:0        |
| FC Pontevedra       | 0:0         | 3:0           | 0:1          | 0:0         | 2:0         | 0:0             | 1:0           | 1:0        | 0:1      | 0:0                 | 1:0             |               | 0:0            | 1:0       | 1:0               | 0:0        |
| Real Saragossa      | 1:1         | 2:3           | 0:0          | 3:0         | 3:1         | 2:0             | 2:2           | 6:0        | 0:2      | 3:1                 | 0:2             | 2:2           |                | 4:0       | 0:0               | 2:2        |
| CD Málaga           | 1:2         | 2:0           | 0:3          | 4:2         | 4:1         | 0:0             | 1:0           | 0:0        | 1:0      | 3:1                 | 4:0             | 2:1           | 1:1            |           | 4:0               | 1:1        |
| Español Barcelona   | 1:1         | 1:2           | 0:0          | 1:1         | 0:1         | 3:2             | 1:0           | 0:0        | 1:1      | 4:0                 | 2:0             | 2:1           | 3:1            | 2:1       |                   | 3:0        |
| FC Córdoba          | 2:2         | 3:4           | 2:1          | 0:1         | 2:0         | 0:3             | 1:1           | 1:1        | 0:0      | 0:0                 | 1:1             | 3:1           | 0:1            | 2:2       | 5:0               |            |

## Nach der Saison
Internationale Wettbewerbe
- 1. – Real Madrid – Europapokal der Landesmeister
- 2. – UD Las Palmas – Messepokal
- 3. – CF Barcelona – Messepokal
- 4. – CE Sabadell – Messepokal
- 5. – FC Valencia – Messepokal
- Gewinner der Copa del Rey – Atlético Bilbao – Europapokal der Pokalsieger

Absteiger in die Segunda División
- 16. – CD Málaga
- 17. – Español Barcelona
- 18. – FC Córdoba

Aufsteiger in die Primera División
- FC Sevilla
- Celta Vigo
- RCD Mallorca

## Pichichi-Trophäe
Die Pichichi-Trophäe wird jährlich für den besten Torschützen der Spielzeit vergeben.
| Pl. | Nat.          | Spieler              | Verein              | Tore |
| --- | ------------- | -------------------- | ------------------- | ---- |
| 1   | Spanien 1945  | Amancio              | Real Madrid         | 14   |
|     | Spanien 1945  | José Eulogio Gárate  | Atlético Madrid     | 14   |
| 3   | Paraguay 1954 | Sebastián Fleitas    | CD Málaga           | 13   |
| 4   | Spanien 1945  | José Manuel León     | UD Las Palmas       | 11   |
|     | Spanien 1945  | Antonio Eduardo Beci | Deportivo La Coruña | 11   |
|     | Spanien 1945  | José Antonio Zaldúa  | CF Barcelona        | 11   |

## Die Meistermannschaft von Real Madrid
| 1.          | Real Madrid |
| Real Madrid | - Tor: Antonio Betancort (30/-) - Abwehr: Pedro De Felipe (30/-); Manuel Sanchís (29/-); Antonio Calpe (25/-); José Luis López (21/6); Fernando Zunzunegui (12/-); Jesús Babiloni (2/-); Vicente Miera (2/-) - Mittelfeld: Manuel Velázquez (30/7); Ignacio Zoco (23/1); Pirri (17/3); José Antonio Grande (5/2); Antonio Vidal (2/-) - Sturm: Amancio (29/14); Francisco Gento (26/8); Ramón Grosso (25/3); Miguel Ángel Pérez (12/1); Manuel Bueno (7/-); José Veloso (3/1) - Trainer: Miguel Muñoz |